# (3774) Megumi
(3774) Megumi est un astéroïde de la ceinture principale.

## Description
(3774) Megumi est un astéroïde de la ceinture principale. Il fut découvert le 20 décembre 1987 à Chiyoda par Takuo Kojima. Il présente une orbite caractérisée par un demi-grand axe de 3,01 UA, une excentricité de 0,05 et une inclinaison de 9,2° par rapport à l'écliptique.

## Compléments